# Lüttgenziatz
Lüttgenziatz ist ein Ortsteil von Möckern im Landkreis Jerichower Land in Sachsen-Anhalt.

## Geographie
Das Dorf liegt drei Kilometer nordwestlich von Hohenziatz im sehr waldreichen und 25.063 Hektar großen Landschaftsschutzgebiet Möckern-Magdeburgerforth. Die Gemarkung des Ortes gehört zur westlichen Fläminghochfläche, einer Heide- oder magerrasenreichen Waldlandschaft des norddeutschen Tieflandes. Das Gelände erreicht hier Höhen von um die 70 Meter. Von Süd nach Nord wird der kleine Ort von der Ihle, einem Nebenfluss der Elbe, durchflossen.

## Geschichte
Eine erste urkundliche Erwähnung von Lüttgenziatz findet sich im Jahre 992. In dieser Urkunde wird der Ort mit der Bezeichnung Ziazinawici aufgeführt. Diesem Namen nach handelte es sich hier damals um eine slawische Siedlung.
In den Jahren 1796 und 1800 findet sich auf den Karten von Daniel Friedrich Sotzmann die Eintragung einer Mühle an der Ihle in Lüttgenziatz.
Im Jahre 1848 befand sich hier laut einer statistischen Darstellung des Regierungsbezirkes Magdeburg der preußischen Provinz Sachsen ein landtagsfähiges Rittergut mit zehn Häusern und 98 Einwohnern. Zum Gut gehörten darüber hinaus eine Mühle, eine Brennerei und ein Braunkohlenlager.
Am 30. September 1928 wurde der Gutsbezirk Lüttgenziatz mit der Landgemeinde Hohenziatz vereinigt. Somit war das Dorf bis zur Eingemeindung am 1. Januar 2004 ein Ortsteil der Gemeinde Hohenziatz, heute ebenfalls ein Ortsteil der Stadt Möckern.

## Bauwerke
Die Dorfkirche Lüttgenziatz ist als Kulturdenkmal im örtlichen Denkmalverzeichnis eingetragen.